# Federico Lara Peinado
Federico Lara Peinado (Hornos, Jaén, 11 de diciembre de 1940) es un historiador español y profesor de Historia Antigua en la Universidad Complutense de Madrid, especializado en las civilizaciones sumeria, acadia, mesopotámica y egipcia. Ha escrito numerosos libros sobre el tema.

## Carrera profesional
Tras obtener su doctorado en Historia Antigua trabajó como archivero de la Diputación Provincial de Lérida y como profesor de la Universidad Autónoma de Barcelona. Posteriormente, en 1986, consiguió plaza de profesor titular de la Universidad Complutense de Madrid y codirector de la cátedra de Egiptología «José Ramón Mélida», fundada en 2005 por el Instituto de Estudios del Antiguo Egipto y la Fundación General de la Universidad Complutense de Madrid.

## Publicaciones
Entre sus numerosos libros cabe destacar varios estudios sobre las más importantes civilizaciones del mundo antiguo, y traducciones y ediciones de algunos de los textos históricos más representativos de dichas culturas.:
- Epigrafía romana de Lérida. Instituto de Estudios Ilerdenses. Consejo Superior de Investigaciones Científicas, 1973.
- La civilización sumeria (1980)
- Lérida. Editorial Everest, 1980. ISBN 8424143108
- Andorra. Editorial Everest, 1981. ISBN 8424142128
- Mitos sumerios y acadios (1984)
- Himnos sumerios (1988), Ed. Tecnos, 2006. ISBN 9788430944217
- Las primeras civilizaciones (1988)
- La civilización sumeria (1989), Editorial Historia 16, 1999. ISBN 8476791380
- Himnos babilónicos (1990)
- El arte de Mesopotamia (1990)
- Así vivían los fenicios (1990)
- El Antiguo Egipto (1991)
- Así vivían los egipcios. Anaya, 1991. ISBN 9788420739618.
- El Egipto faraónico. Istmo, 1992. ISBN 9788470902543
- Himno al Templo Eninnu. Trotta, 1996. ISBN 978-84-8164-082-3
- Comentarios de Textos Históricos. (coaut.: Manuel Abilio Rabanal). Ed. Cátedra, 1997. ISBN 9788437615912
- El Código de Hammurabi (1997), Ed. Tecnos, 2008. ISBN 9788430944187
- Lo mejor del arte egipcio (1997)
- Diccionario biográfico del Mundo Antiguo, Egipto y Próximo Oriente. Ed. Alderabán, 1998. ISBN 9788488676429
- Mesopotamia. Arlanza Ediciones, 2000. ISBN 9788493073732
- Ebla: una nueva historia, una nueva cultura. Alderabán, 2000. ISBN 9788488676870
- Así vivían en Babilonia. Anaya, 2000. ISBN 9788420734439
- Leyendas de la Antigua Mesopotamia (2002),
- Egipto. Dastin Export S.L., 2003. ISBN 849624914X
- Poema de Gilgamesh. Editorial Tecnos, 2005. ISBN 8430943390
- El Libro de los Muertos (2006), Tecnos, 2009 (5ª ed.). ISBN 9788430948048
- Los etruscos: pórtico de la historia de Roma. Editorial Cátedra, 2007. ISBN 8437623642
- Enuma Elish. Trotta, 2008. ISBN 978-84-9879-006-1
- Diccionario de Instituciones de la Antigüedad. (coaut.: Javier Cabrero Piquero). Ed. Cátedra, 2009. ISBN 9788437626123
- Los primeros códigos de la Humanidad.  Ed. Tecnos, 2009. ISBN 9788430949878
- Historia de los Sumerios. Ed. Dilema, 2020.  ISBN 9788498275025